# Roman Podrázský

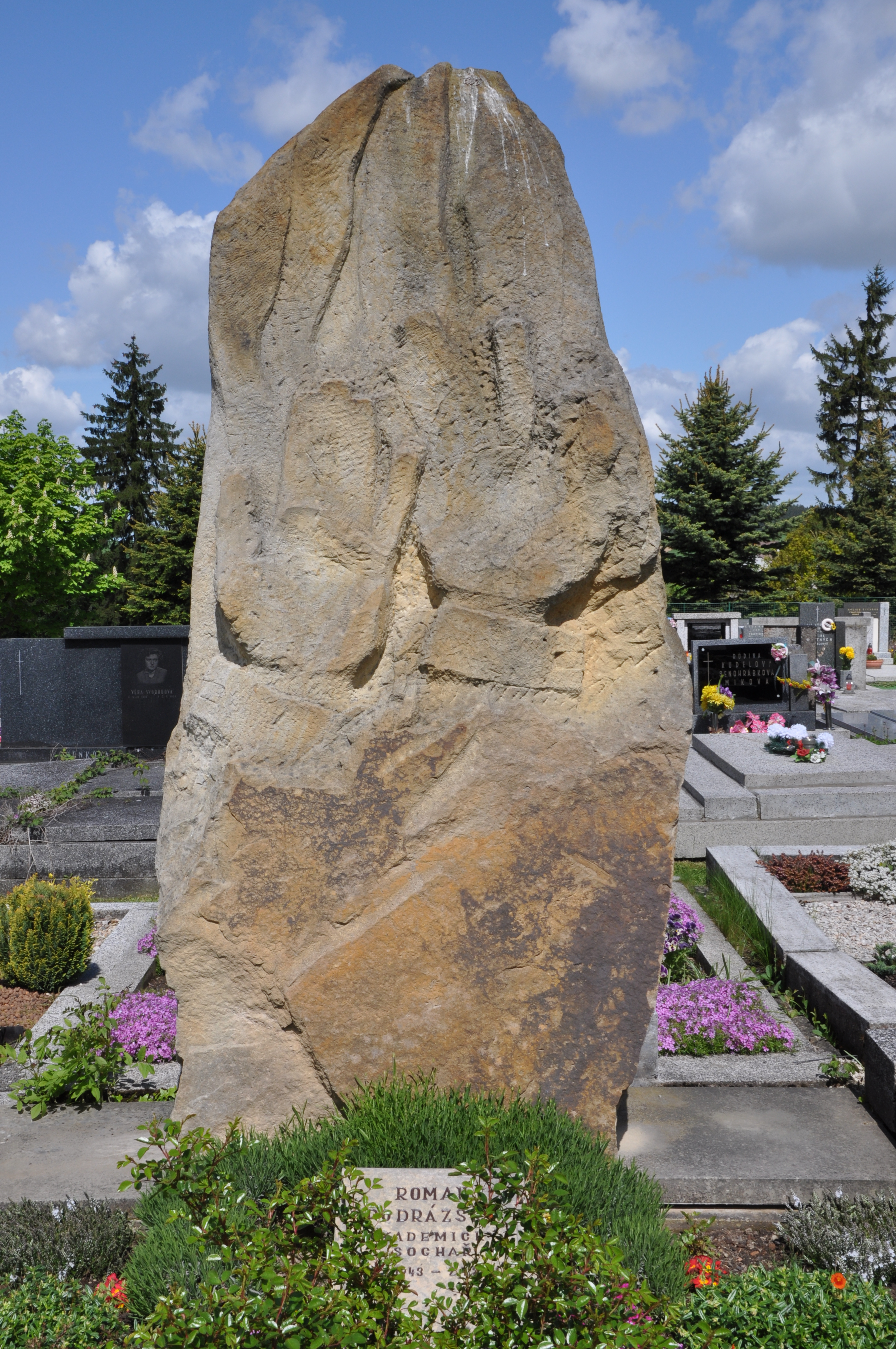
Hrob Romana Podrázského na přibyslavském hřbitově je osazen jeho dílem „Okovy“ – nedokončeným pomníkem obětem komunismu.

Roman Podrázský (24. února 1943 Přibyslav – 2. dubna 2001 Přibyslav) byl český akademický sochař, starosta města Přibyslavi, regionální mecenáš a první vydavatel Přibyslavského čtvrtletníku.

## Život
Narodil se jako čtvrté z pěti dětí. Po absolvování základní školy v Přibyslavi chtěl jít na uměleckou školu, ale nebyl přijat. Pracoval tedy asi dva roky u otce, který byl malířem pokojů v podniku Komunálních služeb města Přibyslavi. Nakonec se v Humpolci malířem pokojů vyučil.
V roce 1961 u přijímacích zkoušek uspěl a nastoupil do prvního ročníku pražské Uměleckoprůmyslové školy se specializací na nástěnnou malbu v architektuře. Když školu dokončil, pokračoval ve studiu na Akademii výtvarných umění v Praze, kterou absolvoval roku 1970. Vystudoval obor sochařství u Jiřího Bradáčka a Karla Hladíka. S jeho oborem mu též značně pomohli profesoři Krechler a Vodička. Křesťanská orientace jeho inspirace zrála prostřednictvím přátel, františkánských kněží Aloise Moce a Michala Františka Pometla, kamaráda z mládí, který ho později získal pro realizaci Památníku obětem zla, ale i bezvýhradnou oporou jeho manželky Ludmily, se kterou vychovali dceru Hanu.
Po ukončení studia v roce 1970 přišly potíže s tehdejším režimem. Nepodvolil se totiž požadavkům, aby do své tvorby zahrnul „milicionáře a rudé hvězdy“; proto nebyl přijat do Svazu umělců. Měl velké problémy sehnat dostatek práce. Přesto se Podrázskému podařilo realizovat několik desítek uměleckých děl, která představil na výstavě v pražském Mánesu, či na samostatné výstavě v Terezíně roku 1974. Zpočátku měl svůj ateliér v Praze, roku 1977 se vrátil do Dobré u Přibyslavi, kde vybudoval přestavbou stodoly rozlehlý ateliér, kde mohly vznikat i větší plastiky.

## Tvorba
- Většina jeho soch je z pískovce a nachází se v Přibyslavi. Největším a bezpochyby nejvyšším dílem tohoto sochaře je Mariánský sloup. V Husově ulici je umístěna jeho monumentální busta Karla Havlíčka Borovského, na dvoře Kurfürstova domu byla umístěna reliéfní pamětní deska Jana Otty, před farním kostelem se nachází devítimetrový Mariánský sloup. Mezi dalšími je zde i Pieta, Radost ze života. Na hřbitově v Přibyslavi je vedle jeho vlastního náhrobku s nedokončeným dílem Okovy také monumentální funerální socha na hrobu rodiny Pometlových.[2]
- V areálu nemocnice Havlíčkova Brodu je jeho Pomník stavitelům chrámů. U vstupu do katastrálního úřadu v Havlíčkově Brodě se nalézá oboustranný dekorativní reliéf Motiv s holubicí.
- V Jáchymově je jeho Památník obětem komunismu v letech 1948-1989. 25. května 1996 byl odhalen soubor 16 kamenů - pomníků vězňům uranových dolů na Jáchymovsku, Slavkovsku a Příbramsku. Sochař tento památník vytvořil na žádost Konfederace politických vězňů. Památník nese jméno Křížová cesta ke svobodě.
- V kostele sv. Antonína Paduánského v Ruprechticích, části Liberce najdeme jeho oltářní stěnu Dějiny spásy. Vytvořil  zde v letech 1992 - 1993 kompozici z reliéfních biblických výjevů o rozměru cca 6x4m, která patří k jeho uměleckým vrcholům
- Nejrozsáhlejším dílem je křížová cesta v Meditační zahradě v Plzni-Doudlevcích, známá spíše pod názvem Památník obětem zla. Toto ojedinělé dílo z hořického pískovce se v mnohém odlišuje od klasické křížové cesty. Zatímco v klasické křížové cestě najdeme čtrnáct zastavení, zde jich napočítáme pouze dvanáct, avšak žádný výjev nechybí. Ve dvou případech jsou totiž dva z nich ztvárněna v jednom monumentu. Každá plastika navazuje na nějakou myšlenku z Bible. Tento nejrozsáhlejší cyklus dvanácti skulptur, vznikající v letech 1986–1991, byl pak dokončen ještě souborem obrazů pro kapli Maxmiliána Kolbeho.
- Oběť zavražděného kněze Toufara připomíná pomník Ecce hommo u ohradní zdi kostela Nanebevzetí Panny Marie v Číhošti.[2]
- Před budovou středního odborného učiliště v Třešti je umístěna do pískovce sekaná Sedící dívka.
- Jeho dekorativní socha s tématem symbiózy techniky a světa přírody stojí před budovou výpočetní techniky v Jihlavě. Monumentální obilné klasy jako další vegetabilní motiv  stojí před budovou jihlavského agropodniku. Na dvoře jihlavské Osevy je pískovcová socha vyjadřující zrod nového života, kterou vytvořil ve spolupráci s architektem Ctiborem Seligou. Pro obchodní centrum jihlavského sídliště v Březinkách realizoval s architektem Zdeňkem Grycem sousoší Mateřství. Nyní v diagnostickém ústavu v Jihlavě. Před gymnáziem se nachází jeho Pomník pomníku, na místě pomníku T. G. M. od sochaře Jaroslava Šlesingera.
- Před budovou školky v České Bělé je sousoší Děti.
- V Příměticích u Znojma opět ve spolupráci s architektem Zdeňkem Grycem byla (bohužel nevhodně bez soklu) instalována poetické sousoší dvou odpočívajících dívek Vinobraní.
- Ve Světlé nad Sázavou je před radnicí pomník Sklo a kámen.[2]
- V Praze 4 jsou od něho zhotovené mramorové kropenky v kostele Narození Panny Marie v Michli a v kostele svatého Františka z Assisi v Krči jsou jeho plastiky kříže a svatého Františka. Působili zde jeho přátelé, františkánští kněží Alois Moc a Michal František Pometlo.[3]

Roman Podrázský se věnoval také umění malířskému. Byl i starostou města Přibyslavi, mezi nejvýznamnější projekty a akce té doby patří „Mlékárenské dny“, stavba nové radnice a oprava starého špitálu.
Po jeho smrti v Přibyslavi vznikla ulice Podrázského a v roce 2006 byla v Přibyslavi a blízkém okolí vybudována Naučná stezka Romana Podrázského.